# Helmfried Riecker
Helmfried Riecker (* 25. Juli 1940 in Stuttgart) ist ein deutscher Theologe, Fotograf, Kraftfahrzeughandwerker, Deutscher Meister von 1960 im Moto-Cross-Sport, Gründer von „Sportler ruft Sportler“ (SRS) und Autor.

## Leben und Wirken
Helmfried Riecker ist neben dem Fahrerlager der Solitude-Rennstrecke am Glemseck aufgewachsen. 1959 hat er mit 19 Jahren auf seiner BMW 500 an der Solitude Prüfungsfahrt teilgenommen und den 3. Platz belegt. Auch an der Zuverlässigkeitsfahrt auf der Solitude-Rennstrecke hat er 5 Mal teilgenommen. Mitten in der Sportsaison mit der 500-cm3Motocrossmaschine fand er während eines Jugendwochenendes zum Glauben. Mit 20 Jahren wurde er Deutscher Moto Cross-Meister in der Klasse bis 125 cm3. Später wechselte er in den Trialsport und gewann hier als inzwischen im Westerwald wohnender Schwabe weitere 13 deutsche Meisterschaften in verschiedenen Leistungsklassen, sowie sechsmal den Euro-Cup im Classic Trial.
Nach einer Lehre zum Fotografen, einer weiteren zum Kfz-Mechaniker und einem Diakonischen Jahr in Marburg begann er ein theologisches Studium am damaligen Seminar für Innere und Äußere Mission, Brüderhaus Tabor, in Marburg. Ein Kurzpraktikum absolvierte er beim Missionswerk Neues Leben in (Altenkirchen). Anschließend wurde er übernommen und im Vorfeld der Olympischen Spiele 1972 in München darin unterstützt, im Sport für Gott zu werben. So gründete er 1971 den sportmissionarischen Arbeitszweig „Sportler ruft Sportler“ (heute: „SRS – Im Sport. Für Menschen. Mit Gott“). 2003 übergab Rieker die Leitung des Werks an Hans-Günter Schmidts. Auch in seinem Ruhestand seit 2006, engagiert er sich im SRS-Sportteam Trial, das sowohl Rad- als auch Motorradsportler betreut.
Helmfried Riecker hatte mit seiner ersten Frau Sigrid, die 1992 an Krebs starb, vier Kinder. Mit seiner Frau Erdmuthe hat er drei weitere Kinder.

## Veröffentlichungen
- Ich komme im Glauben einfach nicht weiter, Brendow, Moers 1980, ISBN 978-3-87067-110-5.
- Mit Christus als Trainer: glaubhaft leben in der Welt des Sportes, Brendow, Moers 1984, ISBN 978-3-87067-232-4.
- Mit Gott durchs Ziel. Sportler berichten von den großen eEreignissen aus ihrem Leben (als Hrsg.), Brendow, Moers 1985, ISBN 978-3-87067-247-8.
- Das oberste Ziel des Christen im Sport: planen und realisieren einer Sportsaison (mit Testbogen), Sportler Ruft Sportler, Altenkirchen 1992.
- Außereheliche Partnerschaft für Christen? Umsetzbare Perspektiven für Fragende, Sportler Ruft Sportler, Altenkirchen 1995.
- Warm up: geistlich und sportlich fit für den Tag; das besondere Andachtsbuch, Hänssler, Holzgerlingen 1998, ISBN 978-3-7751-3039-4.
- Mit Gott im Rennen. Eine Sportbiografie, Hänssler, Holzgerlingen 2006, ISBN 978-3-7751-4505-3.